# Gran Premi del Brasil del 2005
Resultats del Gran Premi de Brasil de Fórmula 1 de la temporada 2005, disputat al circuit de Interlagos, el 25 de setembre del 2005.

## Resultats
| Pos | No | Pilot                | Equip               | Voltes | Temps/ Retirada | Pos. de sortida | Punts |
| --- | -- | -------------------- | ------------------- | ------ | --------------- | --------------- | ----- |
| 1   | 10 | Juan Pablo Montoya   | McLaren - Mercedes  | 71     | 1h 29' 20. 574  | 2               | 10    |
| 2   | 9  | Kimi Räikkönen       | McLaren - Mercedes  | 71     | + 2.5 s         | 5               | 8     |
| 3   | 5  | Fernando Alonso      | Renault             | 71     | + 24.8 s        | 1               | 6     |
| 4   | 1  | Michael Schumacher   | Ferrari             | 71     | + 35.6 s        | 7               | 5     |
| 5   | 6  | Giancarlo Fisichella | Renault             | 71     | + 40.2 s        | 3               | 4     |
| 6   | 2  | Rubens Barrichello   | Ferrari             | 71     | + 1' 09.1 min.  | 10              | 3     |
| 7   | 3  | Jenson Button        | BAR - Honda         | 70     | + 1 Volta       | 4               | 2     |
| 8   | 17 | Ralf Schumacher      | Toyota              | 70     | + 1 Volta       | 11              | 1     |
| 9   | 15 | Christian Klien      | Red Bull - Cosworth | 70     | + 1 Volta       | 6               |       |
| 10  | 4  | Takuma Sato          | BAR - Honda         | 70     | + 1 Volta       | 19              |       |
| 11  | 12 | Felipe Massa         | Sauber - Petronas   | 70     | + 1 Volta       | 8               |       |
| 12  | 11 | Jacques Villeneuve   | Sauber - Petronas   | 70     | + 1 Volta       | 20              |       |
| 13  | 16 | Jarno Trulli         | Toyota              | 69     | + 2 Voltes      | 17              |       |
| 14  | 21 | Christijan Albers    | Minardi - Cosworth  | 69     | + 2 Voltes      | 16              |       |
| 15  | 19 | Narain Karthikeyan   | Jordan - Toyota     | 68     | + 3 Voltes      | 15              |       |
| Ret | 18 | Tiago Monteiro       | Jordan - Toyota     | 55     | Part Mecànica   | 11              |       |
| NC  | 7  | Mark Webber          | Williams - BMW      | 45     | + 26 Voltes     | 12              |       |
| Ret | 20 | Robert Doornbos      | Minardi - Cosworth  | 34     | Motor           | 18              |       |
| Ret | 8  | Antônio Pizzonia     | Williams - BMW      | 0      | Accident        | 13              |       |
| Ret | 14 | David Coulthard      | Red Bull - Cosworth | 0      | Accident        | 14              |       |

## Altres
- Pole: Fernando Alonso 1' 11. 988

- Volta ràpida: Kimi Räikkönen 1' 12. 268 (a la volta 29)